# Jean-Jacques Dordain

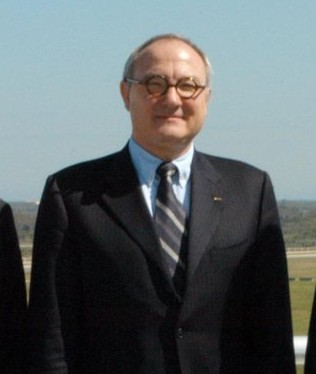
Jean-Jacques Dordain

Jean-Jacques Dordain (ur. 14 kwietnia 1946) – francuski inżynier, były Dyrektor Generalny Europejskiej Agencji Kosmicznej.
Ukończył studia inżynieryjne na École centrale Paris. Karierę naukową rozpoczął we francuskim Biurze Badań Lotniczych (ONERA) a później w latach 70. i 80. (do 1986) pracował jako profesor we francuskiej Narodowej Wyższej Szkole Aeronautyki i Przestrzeni Powietrznej. Prowadził szerokie badania w zakresie inżynierii rakietowej i eksperymenty w dziedzinie mikrograwitacji. Był również jednym z 5 francuskich kandydatów na europejskiego astronautę do stacji kosmicznej ESA.
W 1998 został Głównym Sekretarzem Japońskiej Agencji Kosmicznej (wówczas NASDA, obecnie JAXA), a następnie rozpoczął pracę jako Dyrektor Techniczny ESA, gdzie został Dyrektorem Generalnym w lipcu 2003 roku, jego kadencja dobiegła końca 30 czerwca 2015 roku.
Pełni honorową funkcję Kanclerza Międzynarodowego Uniwersytetu Kosmicznego.